# Estação North Shields
North Shields é uma estação da linha amarela do Metro de Newcastle, em Inglaterra.
| Oeste ou norte                    |  |                                    |  | Leste ou Sul                  |
| --------------------------------- |  | ---------------------------------- |  | ----------------------------- |
| Meadow Well (en) sentido St James |  | Linha amarela (Metro de Newcastle) |  | Tynemouth sentido Whitley Bay |
| editar no Wikidata                |  |                                    |  |                               |